# Liga Nacional de Básquetbol 2022
La Liga Nacional de Básquetbol de Chile 2022, también llamada LNB 2022 y por motivos de auspicio Liga Nacional CDO+ by Cecinas Llanquihue, fue la 12.º versión de la historia de esta competición chilena de básquetbol.

## Sistema de campeonato
La temporada constó de 2 fases: La temporada regular y los play-offs.

### Temporada regular
Los 13 equipos participantes jugaron todos contra todos en dos ruedas. Los que finalizaron en los primeros 8 puestos clasificaron a play-offs.

### Play-offs
Los 8 equipos clasificados a los play-offs se emparejarron para jugar los cuartos de final, posteriormente semifinales y la final. Los cuartos de final y semifinales fueron definidas con series al mejor de 5 partidos, mientras que la final se definió al mejor de 7 encuentros.

## Equipos participantes
Participaron los 12 equipos que jugaron la temporada anterior más el campeón de la Segunda División 2021, Tinguiririca San Fernando. En total fueron 13 los  equipos distribuidos desde la Región de Valparaíso hasta la Región de Los Lagos.
| Club                         | Región                 | Ciudad       |
| ---------------------------- | ---------------------- | ------------ |
| CD Colegio Los Leones        | Región de Valparaíso   | Quilpué      |
| CD Universidad Católica      | Región Metropolitana   | Santiago     |
| Municipal Puente Alto        | Región Metropolitana   | Santiago     |
| Tinguiririca San Fernando    | Región de O'Higgins    | San Fernando |
| Español de Talca             | Región del Maule       | Talca        |
| CD Universidad de Concepción | Región del Biobío      | Concepción   |
| AB Temuco                    | Región de La Araucanía | Temuco       |
| CD Las Ánimas                | Región de Los Ríos     | Valdivia     |
| CD Valdivia                  | Región de Los Ríos     | Valdivia     |
| ABA Ancud                    | Región de Los Lagos    | Ancud        |
| Atlético Puerto Varas        | Región de Los Lagos    | Puerto Varas |
| CEB Puerto Montt             | Región de Los Lagos    | Puerto Montt |
| Deportes Castro              | Región de Los Lagos    | Castro       |

### Refuerzos extranjeros
A continuación, se presentan los jugadores extranjeros que reforzaron a los equipos esta temporada:
| Club                      | Jugador 1           | Jugador 2           | Jugador 3       | Jugador 4     | Jugador 5     |
| ------------------------- | ------------------- | ------------------- | --------------- | ------------- | ------------- |
| ABA Ancud                 | Christian Schoppler | Daquan Brooks       | Tirrel Brown    |               |               |
| AB Temuco                 | Anthony Moe         | Jahmere Howze       | Kyle Kilgore    | Ronald Lawton | Ronald Cedeño |
| Atlético Puerto Varas     | Lucas Ortíz         | Bernardo Polanco    | Gil Atencio     | Pablo Rivas   | Bob Che Yasin |
| Español de Talca          | Sergio Mijares      | Antone Robinson     |                 |               |               |
| Las Ánimas de Valdivia    | Daniel Dingle       | Charles Funches III | Travion Leonard |               |               |
| CD Tinguiririca           | Eric Kibi           | Jorge Velasco       |                 |               |               |
| Basket UC                 | Cristian Amicucci   | Jonathan Ocasio     |                 |               |               |
| Universidad de Concepción | Jerry Evans         | Tyrone Lee          | Arnold Louis    | Carlos Milano |               |
| CD Valdivia               | Gabriel Girón       | Cameron Naylor      |                 |               |               |
| CEB Puerto Montt          | Diego Gerbaudo      | Roquez Johnson      |                 |               |               |
| Los Leones de Quilpué     | Iván Aurrecoechea   | Justin Satchell     | Ángel Galaviz   |               |               |
| Municipal Puente Alto     | Martín Chervo       | Nicholas Waddell    |                 |               |               |
| Deportes Castro           | Romeao Ferguson     | DeMarco Owens       |                 |               |               |

## Temporada regular

### Tabla de posiciones
- Actualizado el 1 de mayo de 2022. Fuente: geniussports.com

|     | Equipo                       | PTS | PJ | PG | PP | PF   | PC   | DIF  |
| --- | ---------------------------- | --- | -- | -- | -- | ---- | ---- | ---- |
| 1.  | CD Universidad de Concepción | 44  | 24 | 20 | 4  | 2178 | 1796 | 382  |
| 2.  | CD Colegio Los Leones        | 42  | 24 | 18 | 6  | 2075 | 1805 | 270  |
| 3.  | Atlético Puerto Varas        | 40  | 24 | 16 | 8  | 2084 | 1897 | 187  |
| 4.  | CD Valdivia                  | 40  | 24 | 16 | 8  | 1853 | 1679 | 174  |
| 5.  | Municipal Puente Alto        | 40  | 24 | 16 | 8  | 1960 | 1810 | 150  |
| 6.  | Deportes Castro              | 38  | 24 | 14 | 10 | 1941 | 1854 | 87   |
| 7.  | CD Las Ánimas                | 37  | 24 | 13 | 11 | 1847 | 1830 | 17   |
| 8.  | CEB Puerto Montt             | 37  | 24 | 13 | 11 | 1878 | 1778 | 100  |
| 9.  | ABA Ancud                    | 35  | 24 | 11 | 13 | 1902 | 1949 | -47  |
| 10. | CD Universidad Católica      | 31  | 24 | 7  | 17 | 1664 | 1894 | -230 |
| 11. | Tinguiririca San Fernando    | 29  | 24 | 5  | 19 | 1849 | 2263 | -414 |
| 12. | Español de Talca             | 29  | 24 | 5  | 19 | 1822 | 1989 | -167 |
| 13. | AB Temuco                    | 26  | 24 | 2  | 22 | 1712 | 2221 | -509 |

     Del 1° al 8° lugar. Avanza a play-offs.

## Play-offs
|  | Cuartos de final      | Cuartos de final      | Cuartos de final      | Cuartos de final      | Cuartos de final | Cuartos de final | Cuartos de final    |                       |                       | Semifinales | Semifinales | Semifinales | Semifinales | Semifinales | Semifinales | Semifinales |                     |                     | Final | Final | Final | Final | Final | Final | Final | Final | Final |  |
|  |                       |                       |                       |                       |                  |                  |                     |                       |                       |             |             |             |             |             |             |             |                     |                     |       |       |       |       |       |       |       |       |       |  |
|  |                       |                       |                       |                       |                  |                  |                     |                       |                       |             |             |             |             |             |             |             |                     |                     |       |       |       |       |       |       |       |       |       |  |
|  | CD U. de Concepción   | CD U. de Concepción   | 100                   | 78                    | 84               |                  |                     |                       |                       |             |             |             |             |             |             |             |                     |                     |       |       |       |       |       |       |       |       |       |  |
|  | CD U. de Concepción   | CD U. de Concepción   | 100                   | 78                    | 84               |                  |                     |                       |                       |             |             |             |             |             |             |             |                     |                     |       |       |       |       |       |       |       |       |       |  |
|  | CEB Puerto Montt      | CEB Puerto Montt      | 85                    | 76                    | 63               |                  |                     |                       |                       |             |             |             |             |             |             |             |                     |                     |       |       |       |       |       |       |       |       |       |  |
|  | CEB Puerto Montt      | CEB Puerto Montt      | 85                    | 76                    | 63               |                  | CD U. de Concepción | CD U. de Concepción   | 104                   | 97          | 77          |             |             |             |             |             |                     |                     |       |       |       |       |       |       |       |       |       |  |
|  |                       |                       |                       |                       |                  |                  |                     | CD U. de Concepción   | 104                   | 97          | 77          |             |             |             |             |             |                     |                     |       |       |       |       |       |       |       |       |       |  |
|  |                       |                       | Deportes Castro       | Deportes Castro       | 66               | 75               | 67                  |                       |                       |             |             |             |             |             |             |             |                     |                     |       |       |       |       |       |       |       |       |       |  |
|  | Atlético Puerto Varas | Atlético Puerto Varas | Deportes Castro       | Deportes Castro       | 66               | 75               | 67                  | 81                    | 87                    | 75          | 60          |             |             |             |             |             |                     |                     |       |       |       |       |       |       |       |       |       |  |
|  | Atlético Puerto Varas | Atlético Puerto Varas |                       |                       |                  |                  |                     |                       |                       |             |             |             |             |             |             |             |                     |                     |       |       |       |       |       |       |       |       |       |  |
|  | Deportes Castro       | Deportes Castro       | 83                    | 93                    | 54               | 75               |                     |                       |                       |             |             |             |             |             |             |             |                     |                     |       |       |       |       |       |       |       |       |       |  |
|  | Deportes Castro       | Deportes Castro       | 83                    | 93                    | 54               | 75               |                     |                       |                       |             |             |             |             |             |             |             | CD U. de Concepción | CD U. de Concepción | 104   | 84    | 78    | 70    | 70    | 75    |       |       |       |  |
|  |                       |                       |                       |                       |                  |                  |                     |                       |                       |             |             |             |             |             |             |             | CD U. de Concepción | CD U. de Concepción | 104   | 84    | 78    | 70    | 70    | 75    |       |       |       |  |
|  |                       |                       | CD Colegio Los Leones | CD Colegio Los Leones | 68               | 83               | 80                  | 86                    | 66                    | 63          |             |             |             |             |             |             |                     |                     |       |       |       |       |       |       |       |       |       |  |
|  | CD Colegio Los Leones | CD Colegio Los Leones | CD Colegio Los Leones | CD Colegio Los Leones | 68               | 83               | 80                  | 86                    | 66                    | 63          | 83          | 65          | 79          | 74          |             |             |                     |                     |       |       |       |       |       |       |       |       |       |  |
|  | CD Colegio Los Leones | CD Colegio Los Leones |                       |                       |                  |                  |                     |                       |                       |             |             | 65          | 79          | 74          |             |             |                     |                     |       |       |       |       |       |       |       |       |       |  |
|  | CD Las Ánimas         | CD Las Ánimas         | 59                    | 70                    | 77               | 68               |                     |                       |                       |             |             |             |             |             |             |             |                     |                     |       |       |       |       |       |       |       |       |       |  |
|  | CD Las Ánimas         | CD Las Ánimas         | 59                    | 70                    | 77               | 68               |                     | CD Colegio Los Leones | CD Colegio Los Leones | 87          | 86          | 51          | 74          |             |             |             |                     |                     |       |       |       |       |       |       |       |       |       |  |
|  |                       |                       |                       |                       |                  |                  |                     | CD Colegio Los Leones | CD Colegio Los Leones | 87          | 86          | 51          | 74          |             |             |             |                     |                     |       |       |       |       |       |       |       |       |       |  |
|  |                       |                       | CD Valdivia           | CD Valdivia           | 85               | 77               | 56                  | 58                    |                       |             |             |             |             |             |             |             |                     |                     |       |       |       |       |       |       |       |       |       |  |
|  | CD Valdivia           | CD Valdivia           | CD Valdivia           | CD Valdivia           | 85               | 77               | 56                  | 58                    | 73                    | 89          | 60          | 68          | 74          |             |             |             |                     |                     |       |       |       |       |       |       |       |       |       |  |
|  | CD Valdivia           | CD Valdivia           |                       |                       |                  |                  |                     |                       |                       |             |             | 68          | 74          |             |             |             |                     |                     |       |       |       |       |       |       |       |       |       |  |
|  | Municipal Puente Alto | Municipal Puente Alto | 63                    | 75                    | 93               | 82               | 64                  |                       |                       |             |             |             |             |             |             |             |                     |                     |       |       |       |       |       |       |       |       |       |  |
|  | Municipal Puente Alto | Municipal Puente Alto | 63                    | 75                    | 93               | 82               | 64                  |                       |                       |             |             |             |             |             |             |             |                     |                     |       |       |       |       |       |       |       |       |       |  |
|  |                       |                       |                       |                       |                  |                  |                     |                       |                       |             |             |             |             |             |             |             |                     |                     |       |       |       |       |       |       |       |       |       |  |

### Cuartos de final

#### CD Universidad de Concepción - CEB Puerto Montt
| 6 de mayo de 2022 | CD Universidad de Concepción          | 100–85 (Series: 1–0)                  | CEB Puerto Montt                      | Concepción                 |  |
| 19:00 (UTC-4)     | Parciales: 19–18, 27–22, 23–21, 31–24 | Parciales: 19–18, 27–22, 23–21, 31–24 | Parciales: 19–18, 27–22, 23–21, 31–24 |                            |  |
|                   |                                       | Reporte                               |                                       | Pabellón: Casa del Deporte |  |

| 7 de mayo de 2022 | CD Universidad de Concepción          | 78–76 (Series: 2–0)                   | CEB Puerto Montt                      | Concepción                                 |
| 21:00 (UTC-4)     | Parciales: 19-22, 19-15, 20-23, 20-16 | Parciales: 19-22, 19-15, 20-23, 20-16 | Parciales: 19-22, 19-15, 20-23, 20-16 |                                            |
|                   |                                       |                                       |                                       | Pabellón: Casa del Deporte Televisión: CDO |

| 13 de mayo de 2022 | CEB Puerto Montt                      | 63–84 (Series: 0–3)                   | CD Universidad de Concepción          | Puerto Montt                 |  |
| 19:00 (UTC-4)      | Parciales: 18–18, 15–20, 20–19, 10–27 | Parciales: 18–18, 15–20, 20–19, 10–27 | Parciales: 18–18, 15–20, 20–19, 10–27 |                              |  |
|                    |                                       | Reporte                               |                                       | Pabellón: Gimnasio Municipal |  |

#### Atlético Puerto Varas - Deportes Castro
| 8 de mayo de 2022 | Atlético Puerto Varas                 | 81–83 (Series: 0–1)                   | Deportes Castro                       | Puerto Varas              |  |
| 19:00 (GMT-4)     | Parciales: 18–16, 20–27, 14–19, 29–21 | Parciales: 18–16, 20–27, 14–19, 29–21 | Parciales: 18–16, 20–27, 14–19, 29–21 |                           |  |
|                   |                                       | Reporte                               |                                       | Pabellón: Gimnasio Fiscal |  |

| 9 de mayo de 2022 | Atlético Puerto Varas                | 87–93 (Series: 0–2)                  | Deportes Castro                      | Puerto Varas              |
| 21:00 (GMT-4)     | Parciales: 5-26, 29-23, 27-22, 26-22 | Parciales: 5-26, 29-23, 27-22, 26-22 | Parciales: 5-26, 29-23, 27-22, 26-22 |                           |
|                   |                                      |                                      |                                      | Pabellón: Gimnasio Fiscal |

| 15 de mayo de 2022 | Deportes Castro                      | 54–75 (Series: 2-1)                  | Atlético Puerto Varas                | Castro                       |
| 21:00 (GMT-4)      | Parciales: 13-18, 4-15, 17-21, 20-21 | Parciales: 13-18, 4-15, 17-21, 20-21 | Parciales: 13-18, 4-15, 17-21, 20-21 |                              |
|                    |                                      |                                      |                                      | Pabellón: Gimnasio Municipal |

| 16 de mayo de 2022 | Deportes Castro                       | 75–60 (Series: 3-1)                   | Atlético Puerto Varas                 | Castro                       |
| 19:00 (GMT-4)      | Parciales: 28-13, 17-11, 12-19, 18-17 | Parciales: 28-13, 17-11, 12-19, 18-17 | Parciales: 28-13, 17-11, 12-19, 18-17 |                              |
|                    |                                       |                                       |                                       | Pabellón: Gimnasio Municipal |

#### CD Colegio Los Leones - CD Las Ánimas
| 8 de mayo de 2022 | CD Colegio Los Leones                 | 83–59 (Series: 1–0)                   | CD Las Ánimas                         | Quilpué                       |  |
| 21:00             | Parciales: 29-14, 21-14, 15-19, 18-12 | Parciales: 29-14, 21-14, 15-19, 18-12 | Parciales: 29-14, 21-14, 15-19, 18-12 |                               |  |
|                   |                                       | Reporte                               |                                       | Pabellón: Gimnasio Los Leones |  |

| 9 de mayo de 2022 | CD Colegio Los Leones                | 65–70 (Series: 1–1)                  | CD Las Ánimas                        | Quilpué                       |  |
| 19:00             | Parciales: 18–11, 21–16, 9–21, 17–22 | Parciales: 18–11, 21–16, 9–21, 17–22 | Parciales: 18–11, 21–16, 9–21, 17–22 |                               |  |
|                   |                                      | Reporte                              |                                      | Pabellón: Gimnasio Los Leones |  |

| 15 de mayo de 2022 | CD Las Ánimas                         | 77–79 (Series: 1-2)                   | CD Colegio Los Leones                 | Valdivia                      |
| 19:00              | Parciales: 16-20, 13-22, 24-17, 24-20 | Parciales: 16-20, 13-22, 24-17, 24-20 | Parciales: 16-20, 13-22, 24-17, 24-20 |                               |
|                    |                                       |                                       |                                       | Pabellón: Gimnasio Las Ánimas |

| 16 de mayo de 2022 | CD Las Ánimas                        | 68–74 (Series: 1-3)                  | CD Colegio Los Leones                | Valdivia                      |
| 21:00              | Parciales: 18-18, 17-27, 16-20, 17-9 | Parciales: 18-18, 17-27, 16-20, 17-9 | Parciales: 18-18, 17-27, 16-20, 17-9 |                               |
|                    |                                      |                                      |                                      | Pabellón: Gimnasio Las Ánimas |

#### CD Valdivia - Municipal Puente Alto
| 6 de mayo de 2022 | CD Valdivia                           | 73–63 (Series: 1–0)                   | Municipal Puente Alto                 | Valdivia                      |
| 21:00 (GMT-4)     | Parciales: 20-20, 22-11, 17-12, 14-20 | Parciales: 20-20, 22-11, 17-12, 14-20 | Parciales: 20-20, 22-11, 17-12, 14-20 |                               |
|                   |                                       |                                       |                                       | Pabellón: Gimnasio Las Ánimas |

| 7 de mayo de 2022 | CD Valdivia                           | 89–75 (Series: 2–0)                   | Municipal Puente Alto                 | Valdivia                      |
| 19:00 (GMT-4)     | Parciales: 23-20, 26-13, 24-19, 16-23 | Parciales: 23-20, 26-13, 24-19, 16-23 | Parciales: 23-20, 26-13, 24-19, 16-23 |                               |
|                   |                                       |                                       |                                       | Pabellón: Gimnasio Las Ánimas |

| 13 de mayo de 2022 | Municipal Puente Alto                 | 93–60 (Series: 1–2)                   | CD Valdivia                           | Las Condes                        |
| 21:00 (GMT-4)      | Parciales: 31-20, 23-14, 20-12, 19-14 | Parciales: 31-20, 23-14, 20-12, 19-14 | Parciales: 31-20, 23-14, 20-12, 19-14 |                                   |
|                    |                                       |                                       |                                       | Pabellón: Edificio Deportes CD UC |

| 14 de mayo de 2022 | Municipal Puente Alto                 | 82–68 (Series: 2-2)                   | CD Valdivia                           | Las Condes                        |
| 21:00 (GMT-4)      | Parciales: 15-21, 26-14, 25-10, 16-23 | Parciales: 15-21, 26-14, 25-10, 16-23 | Parciales: 15-21, 26-14, 25-10, 16-23 |                                   |
|                    |                                       |                                       |                                       | Pabellón: Edificio Deportes CD UC |

| 17 de mayo de 2022 | CD Valdivia                           | 74–64 (Series: 3–2)                   | Municipal Puente Alto                 | Valdivia                            |
| 20:00 (GMT-4)      | Parciales: 21-22, 15-18, 26-12, 12-12 | Parciales: 21-22, 15-18, 26-12, 12-12 | Parciales: 21-22, 15-18, 26-12, 12-12 |                                     |
|                    |                                       |                                       |                                       | Pabellón: Coliseo Mun. A. Azurmendi |

### Semifinales

#### CD Universidad de Concepción - Deportes Castro
| 21 de mayo de 2022 | CD Universidad de Concepción          | 104–66 (Series: 1-0)                  | Deportes Castro                       | Concepción                 |
| 21:00 (GMT-4)      | Parciales: 29-11, 17-15, 29-24, 29-16 | Parciales: 29-11, 17-15, 29-24, 29-16 | Parciales: 29-11, 17-15, 29-24, 29-16 |                            |
|                    |                                       |                                       |                                       | Pabellón: Casa del Deporte |

| 22 de mayo de 2022 | CD Universidad de Concepción          | 97–75 (Series: 2-0)                   | Deportes Castro                       | Concepción                 |
| 19:00 (GMT-4)      | Parciales: 28-18, 24-16, 17-23, 28-18 | Parciales: 28-18, 24-16, 17-23, 28-18 | Parciales: 28-18, 24-16, 17-23, 28-18 |                            |
|                    |                                       |                                       |                                       | Pabellón: Casa del Deporte |

| 27 de mayo de 2022 | Deportes Castro                       | 67–77 (Series: 0-3)                   | CD Universidad de Concepción          | Castro                       |
| 21:00 (GMT-4)      | Parciales: 18-25, 17-16, 22-16, 10-20 | Parciales: 18-25, 17-16, 22-16, 10-20 | Parciales: 18-25, 17-16, 22-16, 10-20 |                              |
|                    |                                       |                                       |                                       | Pabellón: Gimnasio Municipal |

#### CD Colegio Los Leones - CD Valdivia
| 21 de mayo de 2022 | CD Colegio Los Leones                 | 87–85 (Series: 1-0)                   | CD Valdivia                           | Quilpué                       |
| 19:00 (GMT-4)      | Parciales: 29-30, 22-11, 18-23, 18-21 | Parciales: 29-30, 22-11, 18-23, 18-21 | Parciales: 29-30, 22-11, 18-23, 18-21 |                               |
|                    |                                       |                                       |                                       | Pabellón: Gimnasio Los Leones |

| 22 de mayo de 2022 | CD Colegio Los Leones                 | 86–77 (Series: 2-0)                   | CD Valdivia                           | Quilpué                       |
| 21:00 (GMT-4)      | Parciales: 23-17, 17-23, 18-21, 28-16 | Parciales: 23-17, 17-23, 18-21, 28-16 | Parciales: 23-17, 17-23, 18-21, 28-16 |                               |
|                    |                                       |                                       |                                       | Pabellón: Gimnasio Los Leones |

| 28 de mayo de 2022 | CD Valdivia                          | 56–51 (Series: 1-2)                  | CD Colegio Los Leones                | Valdivia                            |
| 21:00 (GMT-4)      | Parciales: 13-10, 10-9, 17-19, 16-13 | Parciales: 13-10, 10-9, 17-19, 16-13 | Parciales: 13-10, 10-9, 17-19, 16-13 |                                     |
|                    |                                      |                                      |                                      | Pabellón: Coliseo Mun. A. Azurmendi |

| 29 de mayo de 2022 | CD Valdivia                           | 58–74 (Series: 1-3)                   | CD Colegio Los Leones                 | Valdivia                            |
| 21:00 (GMT-4)      | Parciales: 15-14, 17-20, 15-22, 11-18 | Parciales: 15-14, 17-20, 15-22, 11-18 | Parciales: 15-14, 17-20, 15-22, 11-18 |                                     |
|                    |                                       |                                       |                                       | Pabellón: Coliseo Mun. A. Azurmendi |

### Final

#### CD Universidad de Concepción - CD Colegio Los Leones
| 4 de junio de 2022 | CD Universidad de Concepción                                    | 104–68 (Series: 1-0)                  | CD Colegio Los Leones                                                | Concepción                                                                                             |  |
| 21:00 (UTC-4)      | Parciales: 31-12, 16-21, 19-20, 28-15                           | Parciales: 31-12, 16-21, 19-20, 28-15 | Parciales: 31-12, 16-21, 19-20, 28-15                                | |  |
|                    | Estadísticas Arnold Louis 25 Arnold Louis 12 Eugenio Luzcando 6 | Reporte Pts Reb Asts                  | Estadísticas 12 Ignacio Carrion 10 Justin Satchell 7 Justin Satchell | Pabellón: Casa del Deporte Árbitros: Enzo Fernández, Sebastián Negrón, Christian Espoz Televisión: CDO |  |

| 5 de junio de 2022 | CD Universidad de Concepción                                                    | 84–83 (Series: 2-0)                   | CD Colegio Los Leones                                            | Concepción                                                                                     |  |
| 21:00 (UTC-4)      | Parciales: 19-26, 18-15, 23-21, 24-21                                           | Parciales: 19-26, 18-15, 23-21, 24-21 | Parciales: 19-26, 18-15, 23-21, 24-21                            |                                                                                                |  |
|                    | Estadísticas Jerry Evans 31 Eugenio Luzcando, Arnold Louis 8 Eugenio Luzcando 8 | Reporte Pts Reb Asts                  | Estadísticas 28 Justin Satchell 15 Justin Satchell 7 Barham Amor | Pabellón: Casa del Deporte Árbitros: Felipe Ibarra, Raúl Aguilar, Miguel Bravo Televisión: CDO |  |

| 11 de junio de 2022 | CD Colegio Los Leones                                                                               | 80–78 (Series: 1-2)                               | CD Universidad de Concepción                                    | Quilpué                                                                                           |  |
| 21:00 (UTC-4)       | Parciales: 28-19, 16-19, 15-24, 19-16 (T.E.: 2-0)                                                   | Parciales: 28-19, 16-19, 15-24, 19-16 (T.E.: 2-0) | Parciales: 28-19, 16-19, 15-24, 19-16 (T.E.: 2-0)               |                                                                                                   |  |
|                     | Estadísticas Ignacio Carrion, Iván Aurrecoechea 19 Barham Amor, Iván Aurrecoechea 11 Darrol Jones 9 | Reporte Pts Reb Asts                              | Estadísticas 38 Arnold Louis 11 Arnold Louis 9 Eugenio Luzcando | Pabellón: Gimnasio Los Leones Árbitros: Raúl Aguilar, José Carrasco, Carla Vargas Televisión: CDO |  |

| 12 de junio de 2022 | CD Colegio Los Leones                                            | 86–70 (Series: 2-2)                   | CD Universidad de Concepción                                  | Quilpué                                                                                              |  |
| 21:00 (UTC-4)       | Parciales: 16-20, 24-15, 22-17, 24-18                            | Parciales: 16-20, 24-15, 22-17, 24-18 | Parciales: 16-20, 24-15, 22-17, 24-18                         | |  |
|                     | Estadísticas Justin Satchell 23 Justin Satchell 14 Barham Amor 6 | Reporte Pts Reb Asts                  | Estadísticas 19 Jerry Evans 8 Arnold Louis 6 Eugenio Luzcando | Pabellón: Gimnasio Los Leones Árbitros: Felipe Ibarra, Álvaro Tudela, Pablo Mardones Televisión: CDO |  |

| 17 de junio de 2022 | CD Universidad de Concepción                                                    | 70–66 (Series: 3-2)                               | CD Colegio Los Leones                                               | Concepción                                                                                        |  |
| 21:00 (UTC-4)       | Parciales: 18-19, 13-11, 7-13, 21-16 (T.E.: 11-7)                               | Parciales: 18-19, 13-11, 7-13, 21-16 (T.E.: 11-7) | Parciales: 18-19, 13-11, 7-13, 21-16 (T.E.: 11-7)                   |                                                                                                   |  |
|                     | Estadísticas Evandro Arteaga 16 Arnold Louis, Jerry Evans 12 Eugenio Luzcando 9 | Reporte Pts Reb Asts                              | Estadísticas 20 Iván Aurrecoechea 14 Ignacio Carrion 6 Darrol Jones | Pabellón: Casa del Deporte Árbitros: Raúl Aguilar, Sebastián Negrón, Miguel Bravo Televisión: CDO |  |

| 19 de junio de 2022 | CD Colegio Los Leones                                          | 63–75 (Series: 2-4)                   | CD Universidad de Concepción                            | Quilpué                                                                                                |  |
| 21:00 (UTC-4)       | Parciales: 15-19, 17-22, 17-14, 14-20                          | Parciales: 15-19, 17-22, 17-14, 14-20 | Parciales: 15-19, 17-22, 17-14, 14-20                   | |  |
|                     | Estadísticas Darrel Jones 27 Ty Luis Jones 9 Justin Satchell 4 | Reporte Pts Reb Asts                  | Estadísticas 17 Jerry Evans 9 Jerry Evans 5 Diego Silva | Pabellón: Gimnasio Los Leones Árbitros: Felipe Ibarra, Claudio Osorio, Christian Espoz Televisión: CDO |  |

## Campeón
| Campeón CD Universidad de Concepción 2º título |

| Predecesor: LNB 2021 | Liga Nacional de Básquetbol de Chile 2022 | Sucesor: LNB 2023 |